# Artiče
Artiče – wieś w Słowenii, w gminie Brežice. W 2018 roku liczyła 320 mieszkańców.